# Bermuda Stock Exchange
Bermuda Stock Exchange (BSX) er børsen i Bermuda.
Børsen blev etableret i 1971. I starten var den kun for aktier fra Bermuda men blev omdefineret i 1992 til blive en international børs som ikke længere var non-profit. 
BSX er en moderne, fuld-elektronisk børs, og er fuldgyldigt medlem af World Federation of Exchanges. 